# Луций Лициний Мурена (претор 88 года до н. э.)
Лу́ций Лици́ний Муре́на (лат. Lucius Licinius Muræna; умер, предположительно, вскоре после 81 года до н. э.) — римский политический деятель и военачальник из плебейского рода Лициниев Мурен. Известен в первую очередь как инициатор Второй Митридатовой войны.

## Происхождение
Мурена принадлежал к одной из ветвей плебейского рода Лициниев, упоминающейся в источниках с середины II века до н. э. и происходившей из Ланувия. Его отец и дед, носившие тот же преномен, продвинулись в своей карьере до претуры. 
Когномен «Мурена» (Muræna) античные авторы связывают с тем, что второй претор из этой семьи завёл живорыбные садки с муренами. Однако в историографии обращают внимание на то, что и отец этого претора носил тот же когномен, а филолог-антиковед Е. Фёдорова выводит его происхождение от разновидности ожерелья.

## Биография
Во время Союзнической войны Луций Лициний был легатом и совместно с Квинтом Цецилием Метеллом Пием в нескольких сражениях разгромил марсов, принудив их к капитуляции. Известно, что Мурена занимал должность претора (предположительно в 88 году до н. э.). Когда началась Первая Митридатова война, он отправился на Балканы в качестве одного из легатов в армии Луция Корнелия Суллы.
В сражении при Пирее Мурена смог остановить бегство части армии и этим в значительной степени предопределил исход битвы (87 год до н. э.). В следующем году при Херонее Мурена командовал левым крылом римской армии. Его войска подверглись интенсивным атакам врага, но в конце концов смогли самостоятельно одержать победу.
Сулла, заключив мир с Митридатом в 85 году до н. э., отправился в Италию воевать с марианцами, а Мурену оставил в Азии с полномочиями пропретора. Под командованием Луция Лициния оказались два легиона, которыми раньше командовал марианец Гай Флавий Фимбрия; с этими силами он должен был обеспечить сбор контрибуции с малоазийских городов. Известно, что в 84 году до н. э. Мурена боролся с пиратами, а попутно покончил с независимостью города Кибира в Ликии.
Вскоре Луций Лициний развязал новую войну с Понтом. Причиной тому источники называют его жажду триумфа и стремление солдат обогатиться за счёт добычи. В то же время Аппиан сообщает о масштабных военных приготовлениях понтийского царя, которые могли быть направлены как против Боспора, так и против римских провинций, а Цицерон в одной из своих речей утверждает, что Мурену «можно похвалить за то, что он сделал».
В 83 году до н. э. Мурена без объявления войны вторгся во владения Митридата и занял город Команы Понтийские, где захватил храмовые деньги. Враги царя убеждали его нанести удар по столице Понта, городу Синопа, но на это Луций Лициний не решился. Перезимовав в Каппадокии, он весной предпринял набег на правый берег Галиса, где разграбил 400 деревень. Посол из Рима, отправленный вследствие жалоб Митридата, передал Мурене распоряжение об отказе от нападений на Понт, но пропретор не подчинился. Тогда понтийский царь разбил его в сражении и заставил с большими потерями бежать во Фригию. Война закончилась, когда Сулла прислал Мурене личный приказ прекратить боевые действия.
Вместе с посланцем Суллы Авлом Габинием Мурена вернулся в Рим, где справил свой триумф над Понтом. Учитывая, что Луций Лициний не стал консулом, историки предполагают, что он умер вскоре после триумфа. Во всяком случае, к 63 году до н. э. Мурена уже давно был мёртв.

## Семья
Известно, что жена Луция Лициния, чьё имя источники не сообщают, была ещё жива в 63 году до н. э. У Мурены было, по крайней мере, двое сыновей. Один из них, того же имени, служивший под началом отца в Азии, был консулом в 62 году до н. э. О втором, Гае, известно, что в 63 году до н. э. он был легатом брата в Трансальпийской Галлии.